# 李恺 (明朝)
李愷（1497年—1578年），字克谐，号抑斋，福建惠安縣螺城镇西北街人。明朝政治人物。

## 生平
由國子生中式嘉靖七年（1528年）戊子福建鄉試第二名舉人，年三十六歲中式嘉靖十一年（1532年）壬辰科會試第十二名，廷试三甲六十一名进士，工部观政，初授嘉善知县，丁忧归。起任广东番禺縣知縣，历任吏部主事，升吏部员外郎、稽勋司郎中，二十二年调兵部车驾司郎中，升湖广按察副使，兵备辰沅。嘉靖二十六年（1547年）正月考察免职，李恺辞官回乡。卒年八十二岁。

## 家族
曾祖李欽；祖李普；父李經；母曾氏。慈侍下。弟悌；慎；懽。子玉澤（監生）；玉河（生員）；玉春（按察司知事），孫明相（監生）；明達（監生）；明淡（生員）；化龍（生員）；明鸞（生員）；明鳳（生員）；明麟（生員）；明鶴（生員）；景辰（曾孫 監生）；景杜（曾孫 監生）；景奎（曾孫）；景璧（曾孫）。

## 事跡
全国重点文物保护单位却金亭碑记载了时任番禺令的李恺受命前往东莞处理暹罗商船来华事宜之后，拒收酬金的事迹。

## 著作
李恺著作有《介山诗文集》12卷留世，并有文章选入《四库全书》。